# Willem Barents
Willem Barents (en neerlandés: Barentsz; Terschelling, islas Frisias, 1550 - Nueva Zembla, 20 de junio de 1597) fue un  navegante y explorador neerlandés, uno de los pioneros en las primeras expediciones a las tierras del norte.
En 1594 Willem dejó Ámsterdam con dos naves para buscar la ruta marítima del norte pasando por el norte de Siberia y el este de Asia. Alcanzó las costas del este de Nueva Zembla y continuó navegando hacia el norte hasta que se vio obligado a volver cuando alcanzó el norte más extremo. Al año siguiente, Willem participó en otra expedición de siete naves, pasando por el estrecho de Kara, entre la costa siberiana y la isla Vaygach, pero tardaron demasiado en encontrar mar abierto y debieron de regresar. En su tercer intento, la misión también fracasó y él resultó muerto. En esta última ocasión, llevaba dos naves capitaneadas por Jan Rijp y Jacob van Heemskerk y en ese viaje descubrieron el archipiélago Svalbard. El barco de Barents, capitaneado por Heemskerk, quedó atrapado en el hielo en la costa oriental de Nueva Zembla y su tripulación se vio obligada a pasar el invierno en la isla, en donde Willem finalmente falleció.
Aunque su objetivo inicial de llegar a Oriente no se cumplió, este viaje se sitúa entre los más importantes de la exploración del océano Ártico del siglo XVI, y el primero en el que un grupo de exploradores afrontaron con éxito el invierno polar. Sus experiencias servirían a los posteriores navegantes de los Países Bajos para establecer fructíferas rutas pesqueras y balleneras.
El mar de Barents, la isla de Barents en el archipiélago de las Svalbard, el enclave ruso de Barentsburg y la región de Barents fueron designados así en su honor.

## Biografía
Willem Barents nació alrededor del año 1550 en la isla Terschelling (islas Frisias) en las Diecisiete Provincias.
Barents, como cartógrafo comercial, navegó a España y por el Mediterráneo para completar un Atlas de la región mediterránea, que fue co-publicado con el cartógrafo neerlandés Petrus Plancius.
Su carrera como explorador se dedicó a la búsqueda del Paso del Nordeste, que él razonaba debía de existir por la existencia de aguas abiertas al norte de Siberia, aguas abiertas motivadas porque al brillar el sol las 24 horas del día en esas regiones debería de derretir cualquier hielo potencial. Es una de las primeras explicaciones de la conocida hipótesis del mar polar abierto.

### Primer viaje (1594)

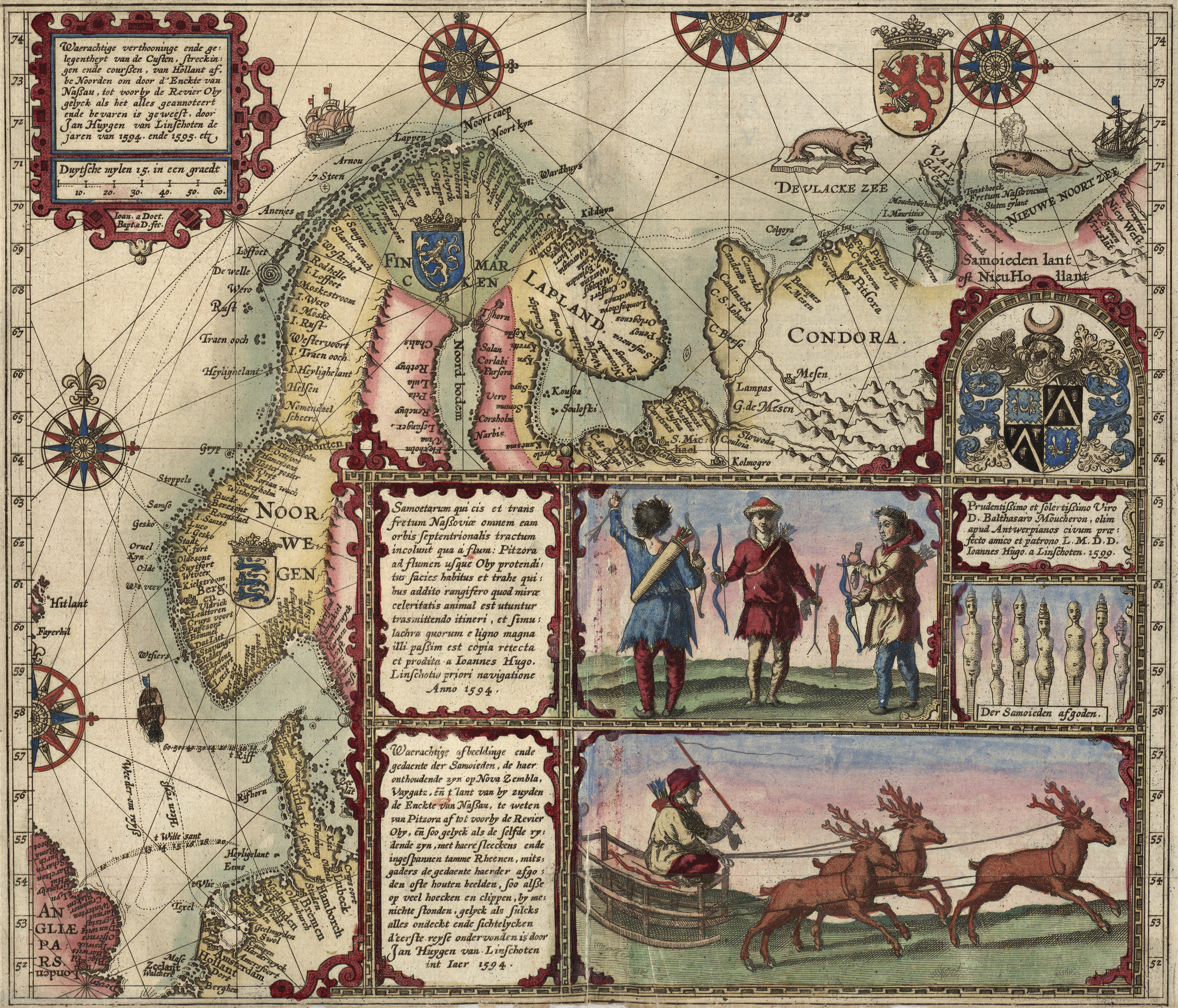
Mapa del primer viaje de Barents (del Diario de Jan Huygen van Linschoten, 1601).

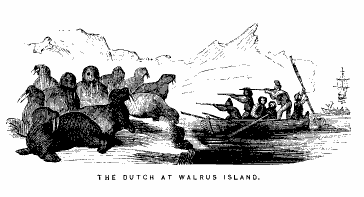
Barents cazando morsas (Grabado del libro, Man Upon the Sea (1858), de Frank Boott Goodrich.

A finales del siglo XVI las Provincias Unidas de los Países Bajos, enfrascadas en la guerra de los Ochenta Años contra España, buscaban una ruta marítima entre el mar del Norte y Extremo Oriente que bordeando la costa norte de Rusia les permitiese alcanzar las Indias Orientales, donde tenían intereses comerciales, sin utilizar la ruta tradicional rodeando Europa y África, controlada por España.
En 1594, se preparó una flota de cuatro barcos al mando de Cornelis Cornelisz Nay, de la ciudad de Enkhuizen, al que acompañaba otro famoso navegante, Jan Huygen van Linschoten. El consejo comunal de Ámsterdam compró y equipó dos pequeños barcos, siendo Barents el capitán de uno de ellos, el Mercury. Partieron el 5 de junio de la isla frisia de Texel y tras bordear la costa noruega, emprendieron rumbo hacia el este, con la intención de llegar a Nueva Zembla y atravesar el mar de Kara con la esperanza de encontrar el Paso del Nordeste en las costas de Siberia.
El 9 de julio la tripulación se encontró con tres osos polares por primera vez. Después de disparar con un mosquete cuando uno de ellos trató de subir a bordo del barco, los marineros decidieron capturarlo con la esperanza de llevarlo de vuelta a Holanda. Una vez capturado y a bordo, el oso se alborotó de tal modo que tuvo que ser sacrificado. Se nombró el lugar del acontecimiento como Isla del Oso (en noruego, Bjørnøya). (Algunas fuentes sugieren que este suceso ocurrió el 9 de junio de 1596 como parte del tercer viaje.)
Al llegar a Nueva Zembla se dividieron en distintas direcciones para intentar entrar en el mar de Kara. Barents, al frente de los barcos de Ámsterdam, intentó bordear la isla por el norte y descubrieron el grupo de pequeñas islas Orange, justo al norte de Nueva Zembla. En esas islas la tripulación se encontró con un rebaño de aproximadamente 200 morsas y trataron de matarlas con hachas y picas. Encontrando la tarea más difícil de lo que imaginaban, abandonaron con solo unos colmillos de marfil. Barents intentó bordear la costa oeste de Nueva Zembla y seguir hacia el norte, pero se encontró con el hielo y los grandes icebergs le obligaron a dar la vuelta. Sin embargo, los otros dos barcos lograron entrar en el mar de Kara a través del estrecho de Vaygach (ahora estrecho de Kara), entre la costa siberiana y la isla Vaygach, que encontraron libre de hielo. A su regreso, y a pesar de que no alcanzaron el objetivo final, la expedición fue considerada un éxito.

### Segundo viaje (1595)
Mauricio de Nassau, príncipe de Orange, tras los informes de la expedicionarios, albergaba las «más exageradas esperanzas» y 
los Estados Generales de los Países Bajos financiaron una expedición de siete naves, nuevamente al mando de Cornelis Cornelisz Nay. Barents capitaneó la misma nave del año anterior y llevó a bordo a Jacob van Heemskerk. La expedición iba acompañada por seis barcos mercantes cargados con mercancías que los holandeses esperaban comerciar con China.
Partieron el 2 de junio de 1595, nuevamente de la isla frisia de Texel y el esfuerzo se concentró totalmente en atravesar el estrecho de Kara, que separa la isla de Vaygach del archipiélago de Nueva Zembla. El 30 de agosto la expedición se encontró con un grupo de unos 20 «hombres salvajes», unos samoyedos con quienes pudieron hablar gracias a un tripulante que hablaba su idioma. El 4 de septiembre envió una pequeña partida a la isla Estados para buscar un tipo de cristal del que tenían noticias. La partida fue atacada por un oso polar y dos de los marineros murieron.
Sin embargo, en 1595 por unas inesperadas condiciones meteorológicas, se encontraron el mar de Kara totalmente congelado lo que hacía imposible la navegación y regresaron, tras muchas dificultades y la muerte de varios tripulantes, el 18 de noviembre. Esta expedición fue ampliamente considerada como un fracaso, y la provincia de Zelanda y la ciudad de Enkhuizen, que habían proporcionado barcos para ambos viajes, perdieron el interés. Van Linschoten escribió su experiencia en esos dos viajes, Voyagie, ofte schip-vaert, van Ian Huyghen van Linschoten, van by Noorden om langes Noorvvegen de Noortcape, Laplant, Vinlant, Ruslandt, de VVite Zee, de custen van candenoes, Svvetenoes, Pitzora..., publicado en 1601 por Gerard Ketel de Franeker.

### Tercer viaje (1596-97)

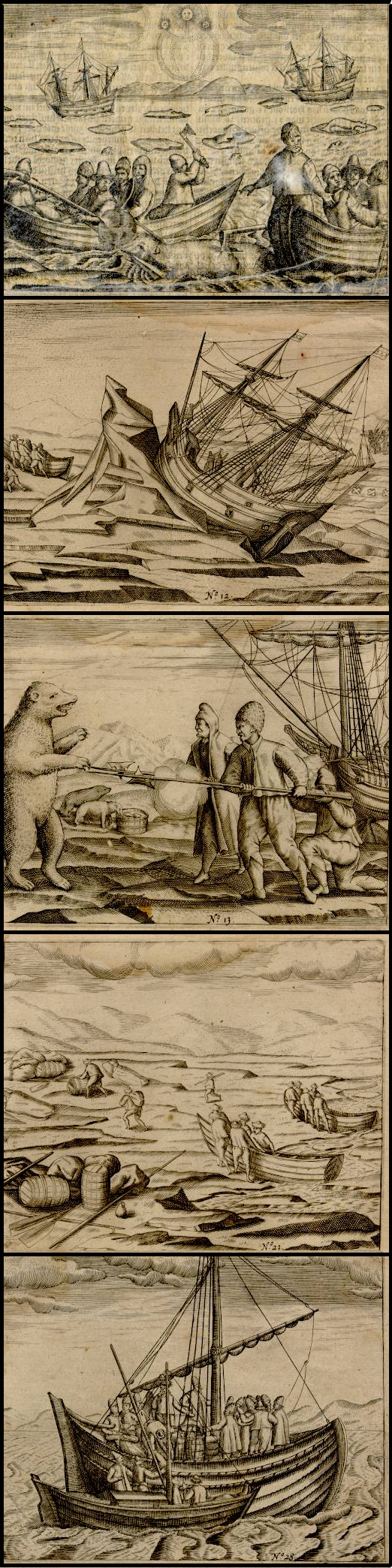
Grabados del Diario of Gerrit de Veer (1596), mostrando el cronograma del tercer viaje.

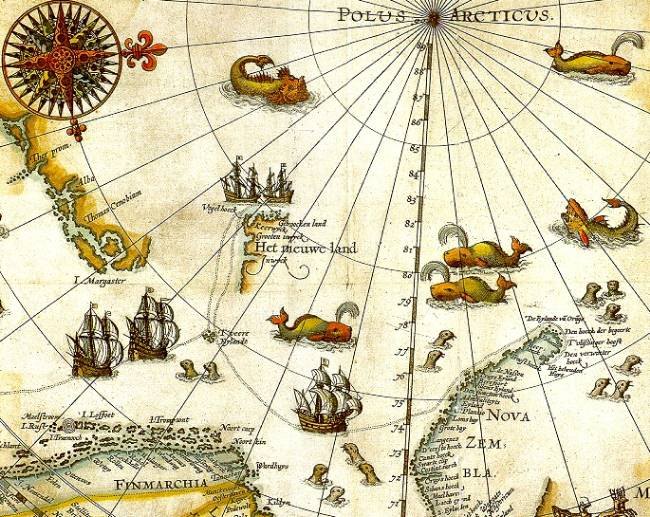
Parte del Mapa de Barentz, en la que se ve el recorrido de los dos barcos y luego solamente el de Barentz. En este mapa, se cartografió por vez primera el archipiélago de las Svalbard, nombradas como «Het Nieuwe Land» (en holandés, Tierra Nueva).

Mapa completo del tercer viaje de Barents (publicado en 1598).

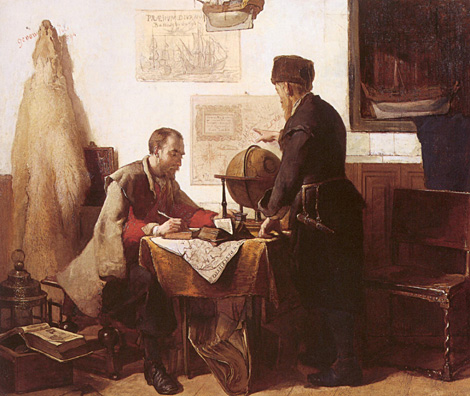
Barents y Van Heemskerk trazando su ruta (Schilderij van Christoffel Bisschop, 1863).

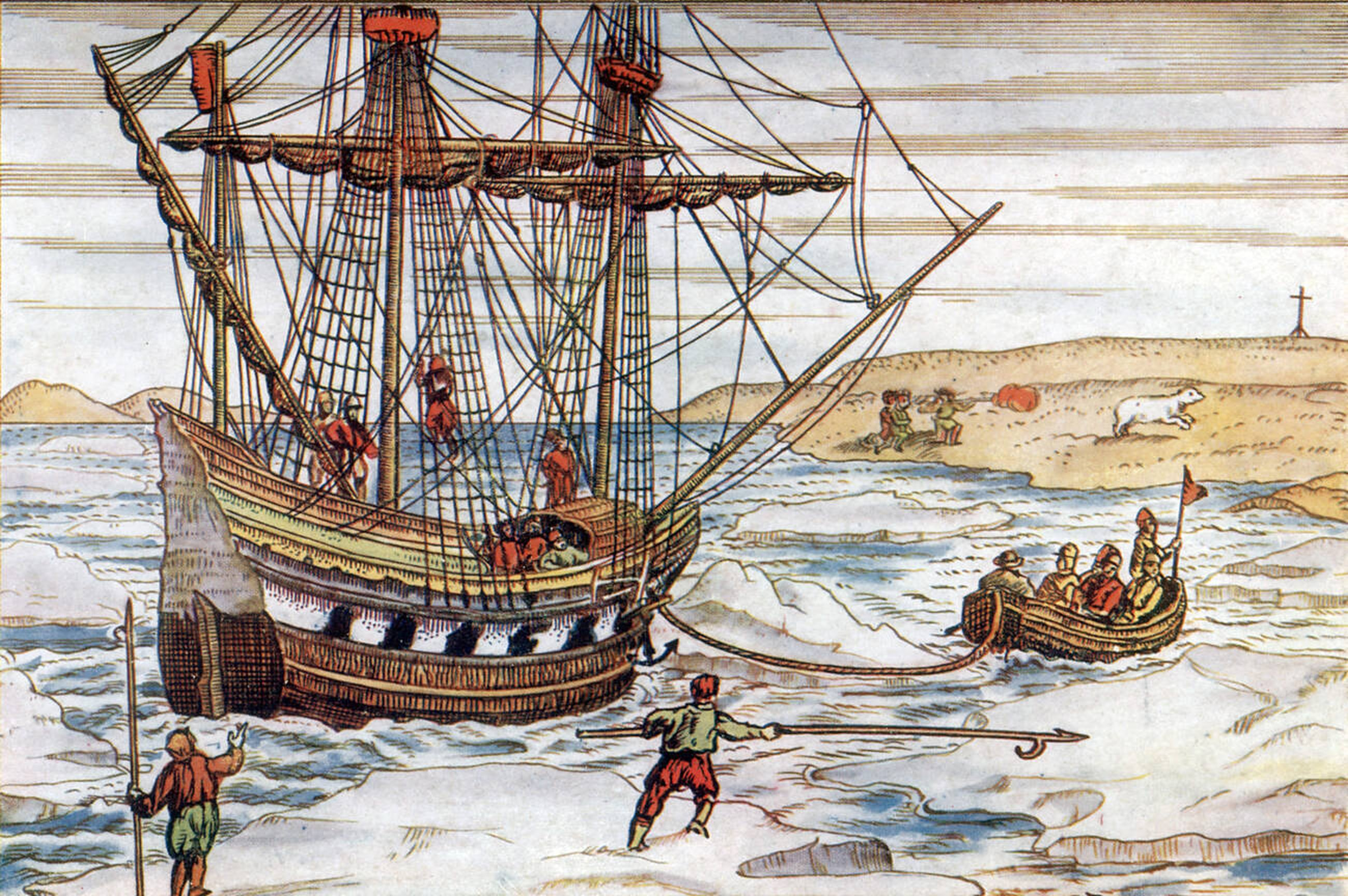
El barco de Barents atrapado en el hielo (grabado en madera de 1598).

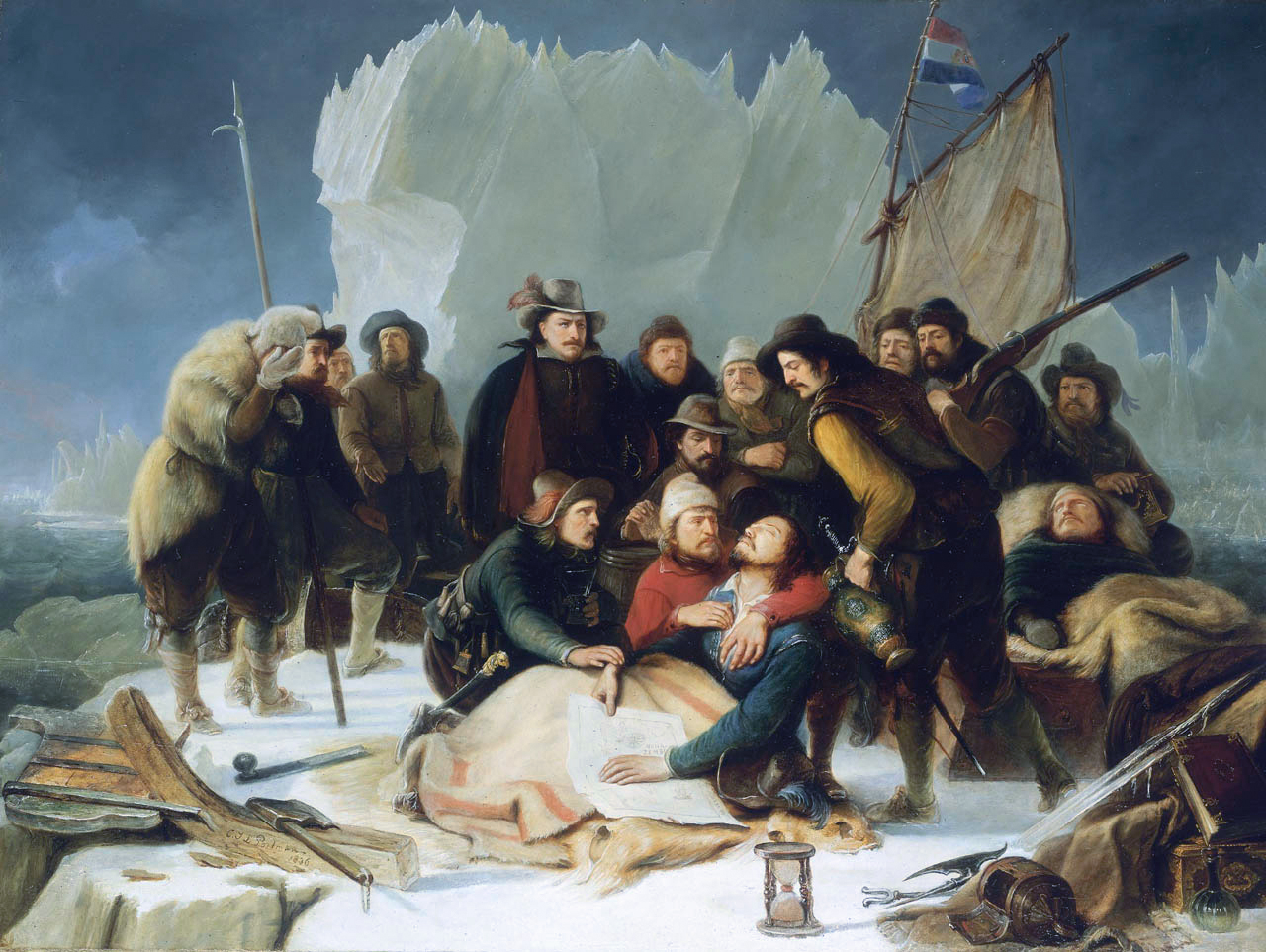
Muerte de Willem Barents (Christiaan Julius Lodewyck Portman, 1836).

En 1596, decepcionados por el fracaso de las dos expediciones anteriores, los Estados Generales anunciaron que ya no subvencionarían viajes similares, sino que ofrecían una alta recompensa para cualquiera que navegase con éxito el Pasaje del Nordeste. El consejo comunal de la ciudad de Ámsterdam decidió enviar nuevamente sus dos barcos para un tercer intento, esta vez al mando de Barents. Zarparon del puerto de Ámsterdam el 10 de mayo  (o el 15 de mayo), casi un mes antes que en las dos anteriores ocasiones, capitaneados los barcos por Jacob van Heemskerk y Jan Cornelisz Rijp. Barents acompañaba a van Heemskerk como piloto y asesor científico de la expedición. (De forma inesperada, Gerrit de Veer (ca. 1570-na. 1598), un carpintero de la expedición, se convertiría en el cronista del viaje, ya que llevó un diario que fue publicado en 1596).
En esta tercera ocasión el paso se intentó a través de latitudes altas, como propugnó el influyente teólogo y cartógrafo Petrus Plancius. Los desacuerdos entre Barents y Rijp surgieron enseguida, cuando Barents deseaba dirigirse en un rumbo más oriental que las instrucciones que había dado Plancius. El fuerte carácter de Rijp insistió en el curso norte y el 10 de junio descubrieron Isla del Oso en el mar de Barents al norte de Noruega. Siguiendo hacia el norte, descubrieron la isla de Spitsbergen, cerca de la latitud 80° N, el 17 de junio, avistando su costa noroeste. Consideraron, erróneamente, la isla como parte de Groenlandia y la bautizaron como «Het Nieuwe Land» (en holandés, Tierra Nueva). Parte del crédito de ese descubrimiento le corresponde, por tanto, a la tozudez de Rijp.
El 20 de junio vieron la entrada de una gran bahía, más tarde llamado Raudfjorden. El 21 de junio anclaron entre Cloven Cliff y Vogelsang, donde «instaló un puesto con las enseñas neerlandesas». El 25 de junio entraron en Magdalenefjorden, al que llamaron bahía de Tusk, a la luz de los colmillos de morsa que encontraron allí. Al día siguiente, 26 de junio, se embarcaron en la entrada norte del Forlandsundet, que simplemente llamaron Keerwyck, pero se vieron obligados a regresar a causa de un banco de arena. El 28 de junio doblaron la punta norte de Prins Karls Forland, al que llamaron Vogelhoek, a causa de la gran cantidad de aves que vieron allí. Navegaron hacia el sur, pasando Isfjorden y Bellsund, que fueron rotuladas en la carta de Barents como Grooten Inwyck e Inwyck.
Después de avistar las Svalbard, los barcos, una vez más, se encontraron en la isla del Oso el 1 de julio, lo que llevó a un nuevo desacuerdo entre Barents y Van Heemskerk, por un lado, y Rijp por el otro. Decidieron dividir la expedición, continuando Barents hacia el noreste mientras que Rijp se dirigiría hacia el norte. Barents llegó a Nueva Zembla el 17 de julio y para evitar quedar atrapado en el hielo, como en años anteriores, puso proa hacia el estrecho de Vaigatch, pero pronto quedó atascado entre los numerosos icebergs y témpanos e intentó otra vez rodear el extremo norte de la isla de Nueva Zembla, donde su barco quedó atrapado en el hielo el 11 de septiembre.
Los 16 hombres de la tripulación, incluido un joven grumete, se vieron obligados a pasar el invierno sobre el hielo. Después de un fallido intento de fundir el permafrost, la tripulación utilizó restos de madera encontrados en la isla y parte de la madera de su propia nave para construir un pequeño pabellón de 7,8 x 5,5 metros, al que llamaron Het Behouden Huys (La Casa del Guarda). 
El frío era extremo y la tripulación se dio cuenta de que sus calcetines se quemaban antes de que sus pies pudieran incluso sentir el calor del fuego, y se iban a dormir calentándose con piedras y balas de cañón. Además, utilizaron los tejidos de los comerciantes que llevaban a bordo para confeccionar nuevas mantas y prendas de vestir.
El barco llevaba carne salada, mantequilla, queso, pan, cebada, guisantes, frijoles, grañones, harina, aceite, vinagre, mostaza, sal, cerveza, vino, brandy, galletas («hardtac»k), panceta ahumada, jamón y pescado. Gran parte de la cerveza se congeló, rompiendo los barriles. Además, tuvieron éxito con la caza, ya que el grupo capturó 26 zorros árticos en trampas primitivas, además de algunos osos polares. El 8 de noviembre Gerrit de Veer, el carpintero del barco que llevaba un diario, informó de la escasez de pan y cerveza, y que el vino comenzó a ser racionado cuatro días más tarde. En enero de 1597, De Veer se convirtió en la primera persona en presenciar y registrar la anomalía atmosférica conocida como el efecto Nueva Zembla.
Cuando llegó junio y el hielo aún no había liberado el barco, los supervivientes al escorbuto se hicieron a la mar en dos pequeños botes abiertos el 13 de junio. Barents murió mientras estudiaba las cartas solo siete días después de partir. No se sabe si Barents fue enterrado en el norte de la isla de Nueva Zembla o fue arrojado al mar.

[20 de junio de 1597] Cuando el sol estaba en el sureste [~ 7 a.m.], Claesz Andriesz comenzó a estar muy enfermo, y nos apercibimos de que él no viviría mucho tiempo. El contramaestre entró en nuestra cubierta y nos dijo en qué estado estaba y que no podía seguir con vida largo tiempo; tras lo cual Willem Barents habló: «Yo supongo que tampoco duraré demasiado». Sin embargo, no juzgamos que Willem Barents estuviera tan enfermo, porque nos sentamos a hablar uno con otro y habló de muchas cosas, y Willem Barents estudió el mapa que había hecho durante nuestro viaje (y tuvimos algunos debates sobre ello). Luego alejó del mapa y dijo: «Gerrit, ¿puede darme algo para beber», y no había bebido cuando cayó en una repentina calma, tornó los ojos y murió repentinamente. No teníamos tiempo para llamar al capitán del otro bote para hablar con él; murió antes que Andriesz Claesz, que murió poco después de él. (De Veer, 1598: anotación del 20 de junio 1597)

A los botes les tomó siete semanas más llegar a la península de Kola, donde tuvieron la sorpresa de que Rijp, que había regresado de su viaje al norte la temporada anterior, había partido nuevamente y estaba buscándolos. Solo 12 de los miembros de la tripulación sobrevivieron y el joven grumete había muerto en la invernada en el refugio. Llegaron a Ámsterdam el 1 de noviembre. Las fuentes difieren acerca de si dos de los hombres murieron en los témpanos y tres en los barcos, o tres en los témpanos y dos en los botes.
Dos miembros de la tripulación de Barents publicaron más tarde sus diarios, Jan Huygen van Linschoten, que lo había acompañado en los dos primeros viajes, y Gerrit de Veer, que participaba como carpintero del barco en los dos últimos viajes.

## Excavaciones y hallazgos

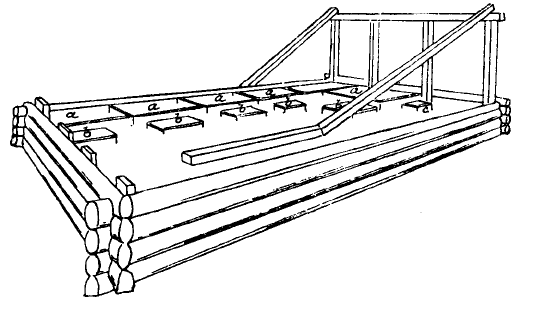
Un boceto de 1917 de Het Behouden Huys, la vivienda construida por la tripulación de Barents.

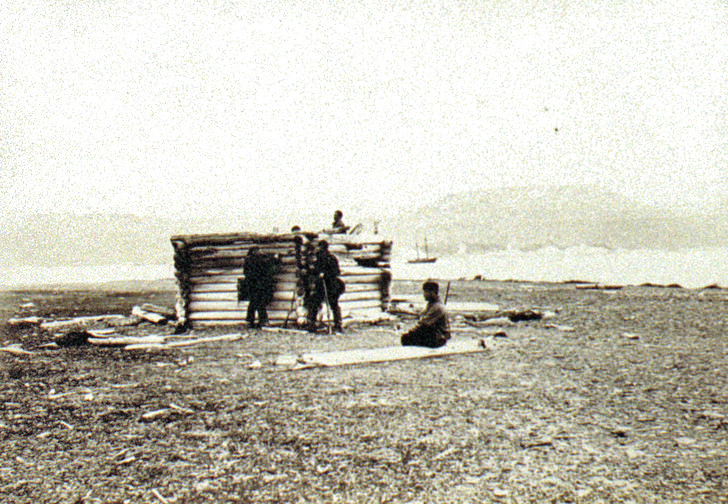
Restos de Het Behouden Huys (fotografía de 1881).

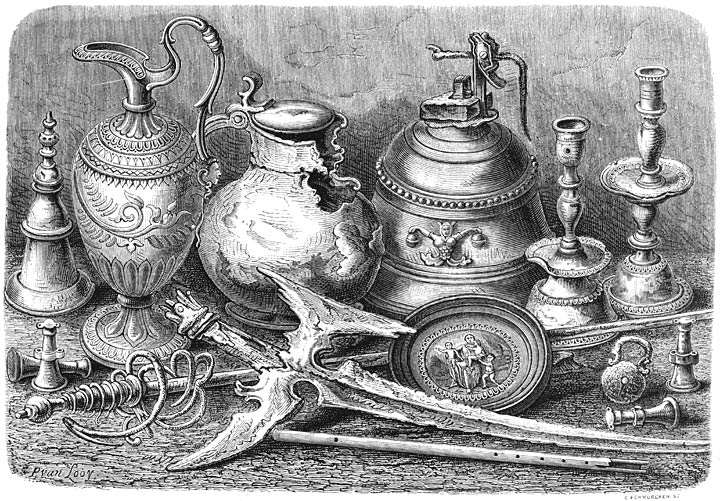
Algunos de los restos recogidos de la escena siglos más tarde.

La caseta de madera donde se refugió la tripulación de Barents fue encontrada inalterada por el cazador de focas noruego Elling Carlsen en 1871. Hizo un croquis de la construcción y Carlsen anotó que encontró dos ollas de cocina de cobre, un barril, una herramienta pecho, reloj, sacaclavos, flauta, prendas de vestir, dos cofres vacíos, un trípode de cocina y una serie de imágenes.
El capitán Gunderson arribó al sitio el 17 de agosto de 1875 y recogió un agarre de hierro, dos mapas y una traducción manuscrita de los viajes de Pet y Jackman. Al año siguiente, Charles L.W. Gardiner también visitó el sitio el 29 de julio, donde recogió 112 objetos más, entre ellos el mensaje de Barents y Heemskerck describiendo su asentamiento a los futuros visitantes. Todos estos objetos finalmente terminaron en el Rijksmuseum de Ámsterdam, aunque inicialmente algunos quedaron en La Haya.
El arqueólogo aficionado Miloradovich encontró en 1933 algunos de esos objetos en el Museo Ártico y Antártico de San Petersburgo. Dmitriy Kravchenko visitó el lugar en 1977, 1979 y 1980 y envió buceadores con la esperanza de encontrar los restos del barco grande. Regresó con una serie de objetos que fueron depositados en el Museo Regional de Arkangel. Otra pequeña colección existe en el Museo Polar en Tromsø.
En 1992, una expedición de tres científicos, un periodista y dos fotógrafos, patrocinada por el Centro Ártico de la Universidad de Groningen, junto con dos científicos, un cocinero y un médico enviados por el Instituto de Investigaciones del Ártico y la Antártida de San Petersburgo, regresaron al sitio, y levantaron un hito conmemorativo en el lugar de la cabina.
La ubicación de la invernada de Barents en los témpanos de hielo se ha convertido en un destino turístico para cruceros rompehielos que operan desde Múrmansk.

## Legado
En 1853, el antiguo mar de Murmansk pasó a llamarse mar de Barents en su honor.
A finales del siglo XIX, fue inaugurado el Instituto Marítimo Willem Barents en Terschelling.
En 1878, los Países Bajos bautizaron un buque de exploración ártica como Willem Barentsz.
En 1931, Nijgh & Van Ditmar publicaron una obra teatral (toneelstuk) escrita por Albert Helman acerca del tercer viaje de Barents, a pesar de que nunca se realizó.
En 1946, el ballenero Pan Gothia fue re-bautizado como Willem Barentsz. En 1953, se construyó un segundo buque ballenero Willem Barentsz.
En 1996, se acuñó una moneda de 10 € de los Países Bajos dedicada a Barents.
Una proteína en la estructura molecular de la mosca de la fruta fue nombrada Barents, en honor del explorador.